# Barbara Morawiecz
Barbara Morawiecz (* 14. März 1938 in Berlin; † 3. August 2017 ebenda) war eine deutsche Theater- und Filmschauspielerin.

## Leben

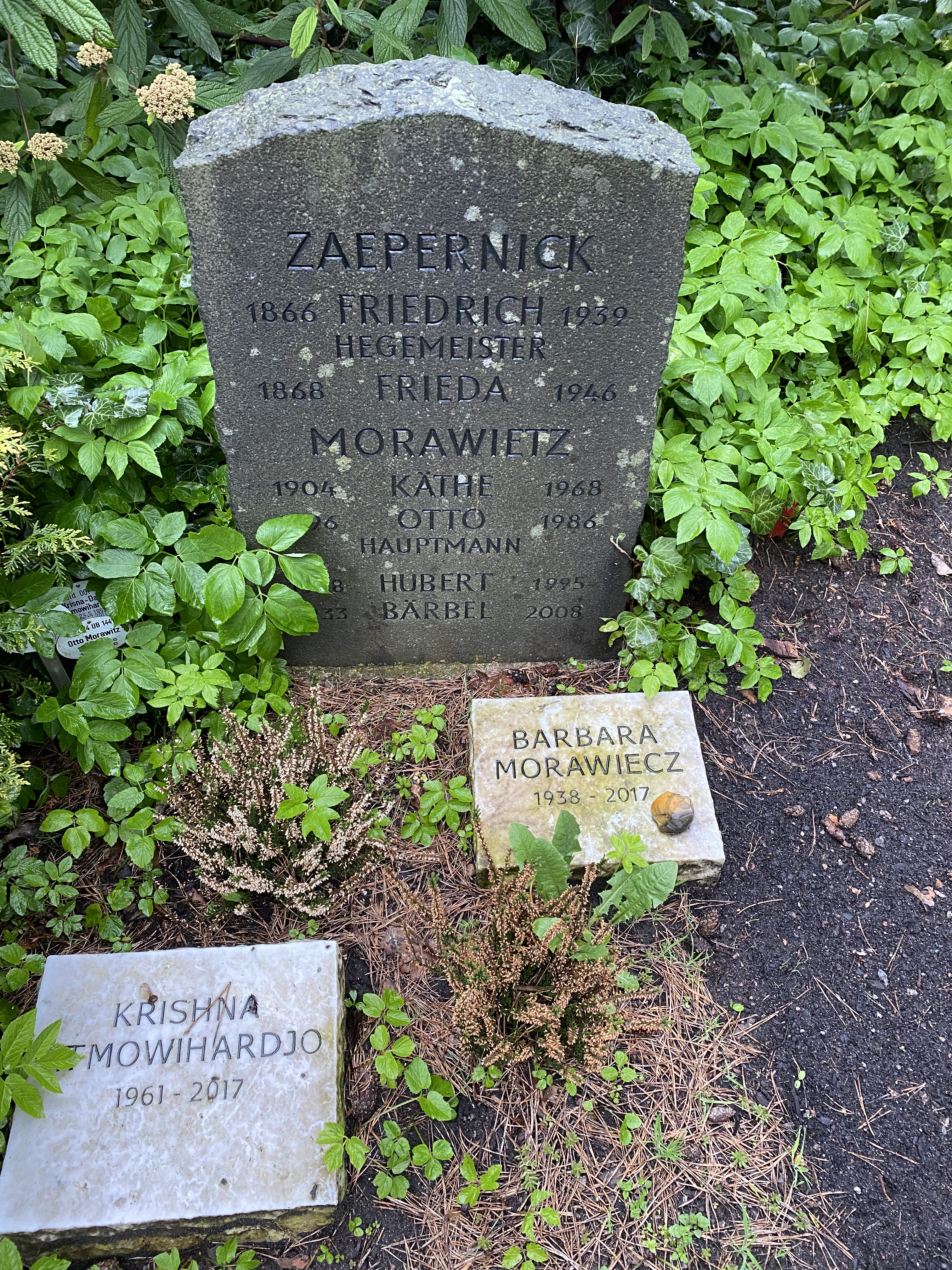
Grabstätte auf dem Waldfriedhof Dahlem

Barbara Morawiecz erhielt zunächst eine Ausbildung an der Hochschule der Bildenden Künste Berlin in den Fächern Goldschmiede und Metallplastik sowie an der Schauspielschule Hilde Körber in Berlin.
Es schlossen sich Engagements beim Jungen Ensemble in der Kongresshalle, am Schillertheater, an der Freien Volksbühne sowie an der Schaubühne am Halleschen Ufer, sämtlich in Berlin, an. Zudem führten sie Gastengagements u. a. an das Schauspiel Frankfurt am Main, an die Oper Frankfurt am Main und an das Staatstheater Mainz.
Eine erste Rolle hatte Barbara Morawiecz 1958 in Thomas Harlans Ich selbst und kein Engel – Chronik aus dem Warschauer Ghetto unter der Regie von Konrad Swinarski mit dem Jungen Ensemble. Sie spielte im Jahr 1964 eine Sängerin in der legendären Uraufführung von Peter Weiss’ Die Verfolgung und Ermordung Jean Paul Marats dargestellt durch die Schauspielgruppe des Hospizes zu Charenton unter Anleitung des Herrn de Sade am Schillertheater Berlin, ebenfalls unter Konrad Swinarski. In Klaus Michael Grübers Inszenierung aus dem Jahr 1981 von Sechs Personen suchen einen Autor von Luigi Pirandello an der Freien Volksbühne Berlin war sie in der Rolle der Mutter zu sehen. Sie spielte im Jahr 1990 an der Freien Volksbühne die Germania in Heiner Müllers Germania Tod in Berlin unter der Regie von B. K. Tragelehn.
Barbara Morawiecz wirkte in zahlreichen Fernseh- und Filmproduktionen mit, darunter waren Hauptrollen u. a. in Die Judenbuche von Rainer Horbelt sowie in Hitchcock und Frau Wernicke aus der Reihe Tatort. In der Fernsehserie Liebling Kreuzberg verkörperte sie in acht Folgen die Richterin Schnake.
Barbara Morawiecz lebte lange in Kroatien. Ihre letzte Ruhestätte fand sie auf dem Waldfriedhof Dahlem (Feld 001-70).

## Filmografie (Auswahl)
- 1967: Ein Fremder klopft an
- 1969: Tagebuch eines Frauenmörders
- 1971: Aus dem Alltag in der DDR
- 1976: Verlorenes Leben
- 1976: Tatort – Transit ins Jenseits
- 1976: Lieb Vaterland magst ruhig sein
- 1978: Direktion City – Die Banklady
- 1980: Fallstudien
- 1980: Karriere
- 1980: Die Judenbuche
- 1982: Auf Achse – Eismeerstraße 6
- 1982: Ein Stück Himmel
- 1982: Rendezvous in Paris
- 1983: Ediths Tagebuch
- 1984: Mrs. Harris – Freund mit Rolls Royce
- 1984: Die Krimistunde (Fernsehserie, Folge 11, Episode: "Es wird Euch leid tun, wenn ich tot bin")
- 1986: Ein fernes Leben
- 1986: Derrick – Die Nacht, in der Ronda starb
- 1986: Der Alte – Sein erster Fall
- 1987: Der sexte Sinn
- 1987: Der Alte – Tod vor Schalterschluss
- 1987: Mrs. Harris fährt nach Moskau
- 1988: Goldjunge
- 1988: Europa und der zweite Apfel
- 1988–1997: Liebling Kreuzberg – Acht Folgen als Richterin Schnake
- 1989: Abschied vom falschen Paradies
- 1990: Das blinde Ohr der Oper
- 1990: Neuner
- 1995: Ausweglos
- 1995: Der Mann auf der Bettkante
- 1996: Hallo, Onkel Doc! – Frieden
- 1996: Atemlos durch die Nacht
- 1997: Hundert Jahre Brecht
- 1997: Polizeiruf 110 – Live in den Tod
- 1998: Last Vodka
- 2002: Der Templer
- 2005: Der Grenzer und das Mädchen
- 2006: Ein Familienschreck kommt selten allein
- 2007: Die Flucht
- 2008: Augenzeugin
- 2010: Tatort – Hitchcock und Frau Wernicke
- 2010: Danni Lowinski – Alles auf Schwarz
- 2011: Der Alte – Tödliche Ermittlung
- 2012: Bis zum Horizont, dann links!
- 2012: Heiraten ist auch keine Lösung
- 2013: Sein letztes Rennen